# Episodi di Crossroads (seconda stagione)
La seconda stagione della serie televisiva Crossroads è andata in onda negli Stati Uniti dal 5 ottobre 1956 al 28 giugno 1957 sulla ABC.
| nº | Titolo originale             | Prima TV USA     |
| -- | ---------------------------- | ---------------- |
| 1  | The Comeback                 | 5 ottobre 1956   |
| 2  | Circus Priest                | 12 ottobre 1956  |
| 3  | Ringside Padre               | 19 ottobre 1956  |
| 4  | The Pure White Orchid        | 26 ottobre 1956  |
| 5  | Sky Pilot of the Cumberlands | 2 novembre 1956  |
| 6  | With Charity for All         | 19 novembre 1956 |
| 7  | Timberland Preacher          | 16 novembre 1956 |
| 8  | Thanksgiving Prayer          | 23 novembre 1956 |
| 9  | God's Healing                | 30 novembre 1956 |
| 10 | The Lamp of Father Cataldo   | 7 dicembre 1956  |
| 11 | Tenement Saint               | 14 dicembre 1956 |
| 12 | Our First Christmas Tree     | 21 dicembre 1956 |
| 13 | The Kid Had a Gun            | 28 dicembre 1956 |
| 14 | The Man Who Walked on Water  | 4 gennaio 1957   |
| 15 | Weekend Minister             | 11 gennaio 1957  |
| 16 | The Patton Prayer            | 18 gennaio 1957  |
| 17 | God of Kandikur              | 25 gennaio 1957  |
| 18 | The Happy Gift               | 1º febbraio 1957 |
| 19 | Barbed Wire Preacher         | 8 febbraio 1957  |
| 20 | In God We Trust              | 15 febbraio 1957 |
| 21 | Boom Town Padre              | 22 febbraio 1957 |
| 22 | Call for Help                | 1º marzo 1957    |
| 23 | Ice Cathedral                | 8 marzo 1957     |
| 24 | Lone Star Preacher           | 15 marzo 1957    |
| 25 | The Last Strand              | 22 marzo 1957    |
| 26 | Paratroop Padre              | 29 marzo 1957    |
| 27 | The Light                    | 5 aprile 1957    |
| 28 | Big Sombrero                 | 12 aprile 1957   |
| 29 | Benediction of Blood         | 19 aprile 1957   |
| 30 | Jhonakehunkga Called Jim     | 26 aprile 1957   |
| 31 | The Wreath                   | 3 maggio 1957    |
| 32 | Convict 1321, Age 21         | 10 maggio 1957   |
| 33 | The Healing                  | 17 maggio 1957   |
| 34 | 9:30 Action                  | 24 maggio 1957   |
| 35 | Coney Island Wedding         | 31 maggio 1957   |
| 36 | The Miracle of Faith         | 7 giugno 1957    |
| 37 | Deadline                     | 14 giugno 1957   |
| 38 | Patchwork Family             | 21 giugno 1957   |
| 39 | Greenhill Far Away           | 28 giugno 1957   |

## The Comeback
- Prima televisiva: 5 ottobre 1956

### Trama
- Guest star: Chuck Connors (Lou Brissie), Don DeFore (Rev. C.E. 'Stoney' Jackson), Rachel Ames (Mrs. Edith Brissie), Grant Withers (coach Whitey Martin), Guy Williams (1st Soldier), Edd Byrnes (2nd Soldier), Robert Fuller (3rd Soldier), Peter J. Votrian (Jimmy Smith), Reed Howes (dottore), Gil Frye (dottore), Robert Carson (Coach Mike), X Brands (Ball Player), John Goddard (giocatore), John Truax (giocatore), Murray Alper (Medico)

## Circus Priest
- Prima televisiva: 12 ottobre 1956

### Trama
- Guest star: Pat O'Brien (padre Edward Sullivan), Christopher Dark (Frank Corletto), Barbara Bestar (Julietta Corletto), Frank Gerstle (Tito Krackow), Frank J. Scannell (Shorty), Michael Ann Barrett (Sara Krackow), Eugene Iglesias (Luigi Corletto), Irene James (Maria), Barbara Knudson (Tina), John Cliff (Marco), Damian O'Flynn (Toby - direttore di circo), Kenneth MacDonald (dottore Edwards), Syd Saylor (Abby, il clown), Sydney Mason (dottor Edgar Lewis)

## Ringside Padre
- Prima televisiva: 19 ottobre 1956

### Trama
- Guest star: Michael Landon (Johnny Rico), Richard Lane (Manager), Stephen McNally (Msgr. Harold Engle), Leo Penn (Mr. Rico)

## The Pure White Orchid
- Prima televisiva: 26 ottobre 1956

### Trama
- Guest star: Walter Baldwin (Florist), Richard Denning (reverendo Lloyd E. Williams), Anne Kimbell (Eva Jo Denson)

## Sky Pilot of the Cumberlands
- Prima televisiva: 2 novembre 1956

### Trama
- Guest star: Denver Pyle, Ray Teal, Lee Van Cleef, Donald Woods (Rev. Hiram Frakes)

## With Charity for All
- Prima televisiva: 19 novembre 1956

### Trama
- Guest star: Alan Hale Jr., J. Carrol Naish (rabbino Arnold Fischel), Gene Reynolds

## Timberland Preacher
- Prima televisiva: 16 novembre 1956

### Trama
- Guest star: John Alderson (Tim Hogan), David Brian (reverendo Richard Farrell), Barry Kelley (Mike Mitchell), Martin Milner (Charles Mitchell)

## Thanksgiving Prayer
- Prima televisiva: 23 novembre 1956

### Trama
- Guest star: Douglass Dumbrille, Ron Hagerthy, Jeff Morrow

## God's Healing
- Prima televisiva: 30 novembre 1956

### Trama
- Guest star: Vincent Price (reverendo Alfred W. Price), Frieda Inescort (Helen Gould), Marcia Henderson (Peggy), Adam Kennedy (Don), Frank Wilcox (John Gould), Michael Whalen (dottor Quinlan), Gregory Gaye (dottore), Phyllis Cole (infermiera)

## The Lamp of Father Cataldo
- Prima televisiva: 7 dicembre 1956

### Trama
- Guest star: Brian Aherne (padre Cataldo), Edgar Buchanan (Bart Alden)

## Tenement Saint
- Prima televisiva: 14 dicembre 1956

### Trama
- Guest star: Billy Chapin (Jerry), Cecil Kellaway (Minister), Andrea King (Ann), Gerald Mohr (Michael), Elizabeth Patterson (Mary Donovan)

## Our First Christmas Tree
- Prima televisiva: 21 dicembre 1956

### Trama
- Guest star: John Dierkes (Emil), Percy Helton (Ezra Perry), Lester Matthews (Rev. John Schwan), Robert Paquin (Harry Peters), Don Taylor (Rev. Henry Schwan), Katherine Warren (Mrs. Schmidt), Jean Willes (Rachel Schwan), Rhys Williams (Mr. Shamley)

## The Kid Had a Gun
- Prima televisiva: 28 dicembre 1956

### Trama
- Guest star: George Brent (padre George Ford), Pat Conway

## The Man Who Walked on Water
- Prima televisiva: 4 gennaio 1957

### Trama
- Guest star: William Prince (Reverendo David Alexander Day), Maureen O'Sullivan (assistente di Mrs. Day), Alan Mowbray (dottor Yard), Rex Ingram (Chief), Theron Jackson (Harold Edgar), Samadu Jackson (Witch Doctor), David Hammond (dottore), Don Blackman (padre di Harold), Wesley Gale (traduttore)

## Weekend Minister
- Prima televisiva: 11 gennaio 1957

### Trama
- Guest star: Richard Arlen (Rev. Joseph D. Hanley), Eduard Franz, Patricia Hardy, Ron Hargrave

## The Patton Prayer
- Prima televisiva: 18 gennaio 1957

### Trama
- Guest star: Stephen McNally (generale George S. Patton), Carl Benton Reid (Brig. Gen. James H. O'Neill)

## God of Kandikur
- Prima televisiva: 25 gennaio 1957

### Trama
- Guest star: Brian Donlevy (reverendo Jacob Chamberlain), Eve Miller (Helen Chamberlain), Robert Cornthwaite (Sanki)

## The Happy Gift
- Prima televisiva: 1º febbraio 1957

### Trama
- Guest star: Richard Carlson (Rabbi Avraham Soltes), Sue George (Sheila), Kathryn Givney (Mrs. Kramer), Florenz Ames (Mr. Kramer), Mae Clarke (Mrs. Kaye), Chester Marshall (Carl), Frank Yaconelli (Dominic), Will J. White (sergente Leonard)

## Barbed Wire Preacher
- Prima televisiva: 8 febbraio 1957

### Trama
- Guest star: Scott Brady (William Rittenhouse), Jerome Courtland (Jerry Lynch)

## In God We Trust
- Prima televisiva: 15 febbraio 1957

### Trama
- Guest star: Jeff Morrow (reverendo M.R. Watkinson), K.T. Stevens (Mrs. Watskinson), Lester Matthews (Salmon P. Chase), Douglass Dumbrille (senatore Bates), Hugh Sanders (Myron T. Doakes), Robert Carson (senatore Crocker), Fred Sherman (Manly), Harry Antrim (Cartwright), Emmett Vogan (senatore Ross), Dick Elliott (senatore Carson), Edward Earle (Senate Chairman), Charles Cane (cittadino), Frank Hagney (cittadino), Reed Howes (cittadino), Bob Reeves (cittadino)

## Boom Town Padre
- Prima televisiva: 22 febbraio 1957

### Trama
- Guest star: Dick Foran (padre James Lorgan), Ernestine Barrier (Silver Belle Anders), Edgar Barrier (Ramon Ortego), Liam Sullivan (Sam Booth), Nancy Hale (Peggy Donnelly), Mort Mills (Luke Cassidy), Zon Murray (Kirsch), Bob Burns (barista), Tom Smith (cittadino)

## Call for Help
- Prima televisiva: 1º marzo 1957

### Trama
- Guest star: Richard Carlson (padre William Wendt), Ray Stricklyn (Jory Alston), Michael Landon (Race Stevens), Roy Roberts (capitano Walter A. Bascomb), John Alderson (agente di polizia Ben Steiner), Kenneth Tobey (Mr. Alston), Lowell Gilmore (procuratore distrettuale), Whitey Haupt (Kaycee), Marc Cavell (Yuks), Pierre Watkin (giudice Richter)

## Ice Cathedral
- Prima televisiva: 8 marzo 1957

### Trama
- Guest star: Kevin McCarthy (Rev. William J. Menster)

## Lone Star Preacher
- Prima televisiva: 15 marzo 1957

### Trama
- Guest star: Barbara Eiler (Jo Truett), Frank Ferguson (Jack Arnold), Charles Horvath (McQueen), Victor Jory (reverendo George Truett), Don Megowan (Big Jim Carrados)

## The Last Strand
- Prima televisiva: 22 marzo 1957

### Trama
- Guest star: Whit Bissell (Cobb), William Hughes (David Walsh), Kay E. Kuter (impiegato dell'hotel), Lester Matthews (dottor Ashley), Oliver McGowan (dottor Thayer), Conrad Nagel (Chaplain Eversley S. Ferris), Mala Powers (Viola Sothern), Dick Ryan (Attendant)

## Paratroop Padre
- Prima televisiva: 29 marzo 1957

### Trama
- Guest star: Harry Antrim (dottore), Richard H. Cutting (tenente Corlett), Mel Gaines (Soldato tedesco), Hugh Gallagher (Johnny Lamson), James Goodwin (Carl Ward), Lester Hoyle (caporale James), Richard Jaeckel (Mort Claffey), Adam Kennedy (Ed Buckley), Glenn Langan (colonnello Johnson), Charles McGraw (Mouse Morrison), Donald Woods (padre Francis L. Sampson)

## The Light
- Prima televisiva: 5 aprile 1957

### Trama
- Guest star: Mel Gaines (German Soldier), Hugh Gallagher (Johnny Lamson), Richard Jaeckel (Mort Claffey), Charles McGraw (Mouse Morrison), Donald Woods (padre Francis L. Sampson)

## Big Sombrero
- Prima televisiva: 12 aprile 1957

### Trama
- Guest star: John Alderson (Jagger), Douglass Dumbrille (Mr. Willoughby), Virginia Gregg (Miss Dody), Cecil Kellaway (Reverendo Brown), Victor Sen Yung (Sam Lu)

## Benediction of Blood
- Prima televisiva: 19 aprile 1957

### Trama
- Guest star: Pat O'Brien (padre Patrick O'Neil), Roy Roberts

## Jhonakehunkga Called Jim
- Prima televisiva: 26 aprile 1957

### Trama
- Guest star: Frank DeKova (Black Hawk), Pat Hogan (Jhonakehunkga), Hugh Marlowe (reverendo Jacob Stucki), Lillian Molieri (Katira), Joan Vohs (Maria)

## The Wreath
- Prima televisiva: 3 maggio 1957

### Trama
- Guest star: David Brian (Minister)

## Convict 1321, Age 21
- Prima televisiva: 10 maggio 1957

### Trama
- Guest star: Stephen McNally (padre Edward J. Flanagan), Darryl Duran (Robert Purdy), Douglass Dumbrille (Warden), Eleanor Audley (Mrs. Sand), Sarah Padden (Grandmother), Russell Hicks (giudice Irving), Ross Elliott (Defense Attorney), Barbara Woodell (infermiera), Jim Hayward (Marshal Moore), Pierre Watkin (governatore), Frank J. Scannell (reporter), William Kerwin (Ralph)

## The Healing
- Prima televisiva: 17 maggio 1957

### Trama
- Guest star: Jeff Morrow (Minister)

## 9:30 Action
- Prima televisiva: 24 maggio 1957

### Trama
- Guest star: Richard Arlen (reverendo Dr. Robert J. Cox), Steve Brodie (Jim Bannister), Tina Carver (cassiere), Dorothy Green (Dean Corson), Susan Oliver (Connie Willis), Fred Sherman (titolare del negozio), George Wilson (capitano Jerry Willis)

## Coney Island Wedding
- Prima televisiva: 31 maggio 1957

### Trama
- Guest star: Kathleen Crowley (Terry), Yvonne Fedderson (Mary), Dick Foran (padre Joseph F. Brophy), Robert Paige (Charlie)

## The Miracle of Faith
- Prima televisiva: 7 giugno 1957

### Trama
- Guest star: Rachel Ames, Kathryn Givney, Robert Hutton, Conrad Nagel (dottor John E. Large)

## Deadline
- Prima televisiva: 14 giugno 1957

### Trama
- Guest star: Pat Crowley, Arthur Franz (rabbino Saul B. Appelbaum)

## Patchwork Family
- Prima televisiva: 21 giugno 1957

### Trama
- Guest star: Johnny Crawford (Kenny), Stuart Erwin (Rev. Donald Sloan), Dorothy Green (Bernice Sloan)

## Greenhill Far Away
- Prima televisiva: 28 giugno 1957

### Trama
- Guest star: Russ Conway (capitano Stewan), Lloyd Corrigan (Rev. Drury L. Patchell), Barbara Eden (Polly Grant), Lumsden Hare (Bishop Manning), Charlotte Knight (Mrs. Gowdy), William Swan (Nelson Reynolds), Steven Terrell (Charles Reynolds)